# Johan Georg Amdor
Johan Georg Amdor, född i Franken, var en orgel- och instrumentmakare. Var verksam i Ystad.

## Biografi
Amdor gifte sig 7 mars 1705 i Lunds stadsförsamling med Anna Maria Liffertz.

## Orglar
| År        | Ursprunglig kyrka         | Stift     | Bild | Manualer | Pedal | Stämmor   | Bevarad orgel/fasad | Övrigt                                                                                           |
| --------- | ------------------------- | --------- | ---- | -------- | ----- | --------- | ------------------- | ------------------------------------------------------------------------------------------------ |
| 1698–1700 | Kungälvs kyrka            | Göteborgs |      |          |       |           |                     | Bygger om en orgel.                                                                              |
| 1707      | Osby kyrka                | Lunds     |      | 1        | -     | 8 eller 9 | Ja/Ja               | Flyttades 1861 till Östra Ljungby kyrka. Renoverades 1968 av Anders Persson Orgelbyggeri, Viken. |
| 1709      | Sankta Maria kyrka, Ystad | Lunds     |      |          |       |           | Nej/Ja              | Har eventuellt byggt denna orgel.                                                                |

## Gesäller
Följande personer har varit gesäll hos Amdor:
- Nils Callebeck